# Осипова, Таисия Васильевна
Осипова, Таисия Васильевна (1927—2013) — советский и российский историк, доктор исторических наук, профессор.

## Ранние годы
Таисия Васильевна Осипова, урождённая Головина, родилась 8 ноября 1927 года в селе Шульгино Шульгинского района Тамбовской области.
Отец — Головин Василий Дмитриевич, мать — Головина Александра Ивановна.
В 1930 году семья переехала в Москву. Детство Таисии Васильевны проходило в районе современной станции метрополитена «Алексеевская». В начале Великой Отечественной войны Таисия Васильевна работала на оборонном заводе, участвовала в строительстве оборонительных сооружений на подступах к Москве.
В 1946 году поступила на исторический факультет Московского государственного университета имени М. В. Ломоносова. В годы её учёбы там преподавали такие известные историки, как Б. Д. Греков, Е. В. Тарле, И. И. Минц, М. Н. Тихомиров, Б. А. Рыбаков и многие другие. Молодую студентку не могла не увлечь особая атмосфера, царившая в главном университете страны. Вся дальнейшая научно-творческая жизнь Таисии Васильевны была связана с историей. Успешно окончив университет, она поступила в аспирантуру.
В годы учёбы она познакомилась с Осиповым Борисом Сергеевичем, за которого в 1950 году вышла замуж. В ноябре 1952 года у супругов родился сын Виталий.
Сферой научных интересов Таисии Васильевны на десятилетия стала тема, связанная с ролью крестьянства в российской истории и его участие в Октябрьской революции и Гражданской войне.

## Научная деятельность
В 1964 году Осипова Т. В. защитила кандидатскую диссертацию «Массово-политическая работа в деревне в первый год социалистической революции».
С 1968 года Таисия Васильевна работала в Институте истории Академии наук СССР, в должности младшего научного сотрудника сектора Октябрьской революции и гражданской войны (рук. П. Н. Соболев).
В октябре 1976 года решением ВАК Совета министров СССР Осиповой Т. В. было присвоена ученая степень доктора исторических наук.
В 1985 году была издана её первая монография «Крестьянство Европейского Севера в период капитализма», написанная в соавторстве с П. А. Колесниковым.
В июле 1991 года Осиповой Т. В. было присвоено ученое звание профессора по специальности «История СССР».
С 1991 года начинается новый этап в жизни и деятельности профессора Осиповой. Оставив Институт истории Академии наук СССР, она становится преподавателем Московского педагогического университета (ныне — Московский государственный областной университет), где она не только читала лекции по отечественной истории и спецкурсы (один из них — «Крестьянство в революциях и Гражданской войне»), но и руководила научной работой аспирантов и докторантов. Под её руководством защитили кандидатские и докторские диссертации соискатели степеней не только Москвы, но и других городов. Востребованность её знаний и опыта была велика: она многократно выступала оппонентом на защитах кандидатских и докторских диссертаций, возглавляла Государственные экзаменационные комиссии в крупных институтах и университетах, редактировала сборники научных статей, монографии, разрабатывала учебно-методические пособия.
В 1993—2013 годах Т. В. Осипова трудилась в Академии повышения квалификации и профессиональной переподготовки работников образования, где несколько лет являлась заведующей кафедрой Истории и социальных дисциплин. Благодаря её педагогическому таланту, творческим способностям и самоотдаче подготовлены сотни педагогов для школ Москвы и Московской области.
Таисия Васильевна была непременным участником десятков различных конференций: международных, всесоюзных, региональных. Она неоднократно входила в состав методических комиссий и жюри региональных олимпиад, конкурсов учителей истории на звание «Лучший учитель года». Её оценки были всегда объективны и доброжелательны.
Ею фактически была создана историческая школа научных кадров. Многие её ученики и единомышленники стали кандидатами и докторами исторических наук, профессорами. Среди них В. П. Григорьев, Н. Ф. Бугай, Э. Б. Ершова, Т. Г. Леонтьева, А. Н. Иоффе, И. Н. Лозбенев, В. Н. Романишина и другие.
Осипова Т. В. — автор более 70 научных публикаций и методических пособий по российской истории.
В 2001 году вышла в свет её монография «Российское крестьянство в революции и гражданской войне», которая до сегодняшнего дня востребована отечественными и зарубежными историками. Причиной тому не только обширная документальная база, основанная на материалах центральных и областных архивов, но и авторская концепция. Одной из первых Т. В. Осипова показала крестьянство активным участником Революции и Гражданской войны, сопротивлявшимся любой власти.
В 2003—2004 годах под редакцией Осиповой Т. В. было издано шесть выпусков иллюстрированного издания «Портретная галерея известных деятелей российской истории. XX век».
Профессор Осипова пользовалась неоспоримым авторитетом и уважением коллег. Её заслуги перед наукой и образованием России подтверждены различными благодарностями и наградами.
Скончалась Таисия Васильевна Осипова в Москве 1 апреля 2013 года.

## Основные публикации
- Т. В. Осипова. Развертывание социалистической революции в деревне // История Великой Октябрьской революции. — М.: Наука, 1962.
- Т. В. Осипова. Изменение партийного состава Советов в 1918 г. // Борьба за победу и укрепление Советской власти (1917—1918 гг.). — М., 1966.
- Т. В. Осипова. Классовая борьба в деревне в период подготовки и проведения Октябрьской революции.. — М.: Наука, 1974.
- Т. В. Осипова. Рабочий класс — ведущая сила Октябрьской социалистической революции.. — М., 1976.
- Т. В. Осипова. Историографические итоги и задачи изучения истории российского крестьянства периода империализма // Советская историография аграрной истории СССР (до 1917 г.).. — Кишинев, 1978.
- Т. В. Осипова. Некоторые проблемы крестьянства СССР дооктябрьского периода // История СССР.. — 1979.
- Т. В. Осипова. Рабочий класс и национально-освободительное движение в России.. — Тампере, 1980.
- Т. В. Осипова. Крестьянство и Красная Армия (создание волостных военных комиссариатов) // Аграрная революция и социалистические преобразования в советской деревне.. — Горький, 1980.
- Т. В. Осипова. Борьба большевиков за союз с трудящимся крестьянством в годы гражданской войны // Исторический журнал.. — Берлин, 1982.
- Т. В. Осипова. Союз рабочего класса и крестьянства // Советская историография Великой Октябрьской социалистической революции.. — М.: Наука, 1981.
- Т. В. Осипова. Аграрное движение в России в 1917 г. // Экономический ежегодник.. — Берлин, 1981.
- Т. В. Осипова. История рабочего класса СССР.. — М.: Наука, 1984.
- Т. В. Осипова. Крестьянство в гражданской войне (историографические проблемы 70-х гг.) // Северо-Запад в аграрной истории России.. — Калининград, 1985.
- Т. В. Осипова. История крестьянства СССР.. — М.: Наука, 1986.
- Т. В. Осипова. Волостные Советы: продовольственная деятельность (март-июнь 1918 г.) // Политические и экономические проблемы Октября и гражданской войны.. — Москва, 1988.
- Т. В. Осипова. Первые мобилизации в Красную Армию // Гражданская война. Страницы истории.. — М., 1991.
- Т. В. Осипова. Крестьянский фронт в гражданской войне // Судьбы российского крестьянства.. — М.: РГГУ, 1995. — С. 90-162.
- Т. В. Осипова. Российское крестьянство в революции и гражданской войне.. — М., 2001.
- Т. В. Осипова. От «Великой реформы» к Великой революции // Преподавание истории в школе. 2006. № 8. С.3-9
- Т. В. Осипова. Социальный эксперимент в деревне: комбеды // Преподавание истории в школе. 2007. № 7. С. 10-15
- Т. В. Осипова. Крестьянский фронт Гражданской войны // Преподавание истории в школе. 2012. — С. 33-39.